# Zygmunt Strzelecki

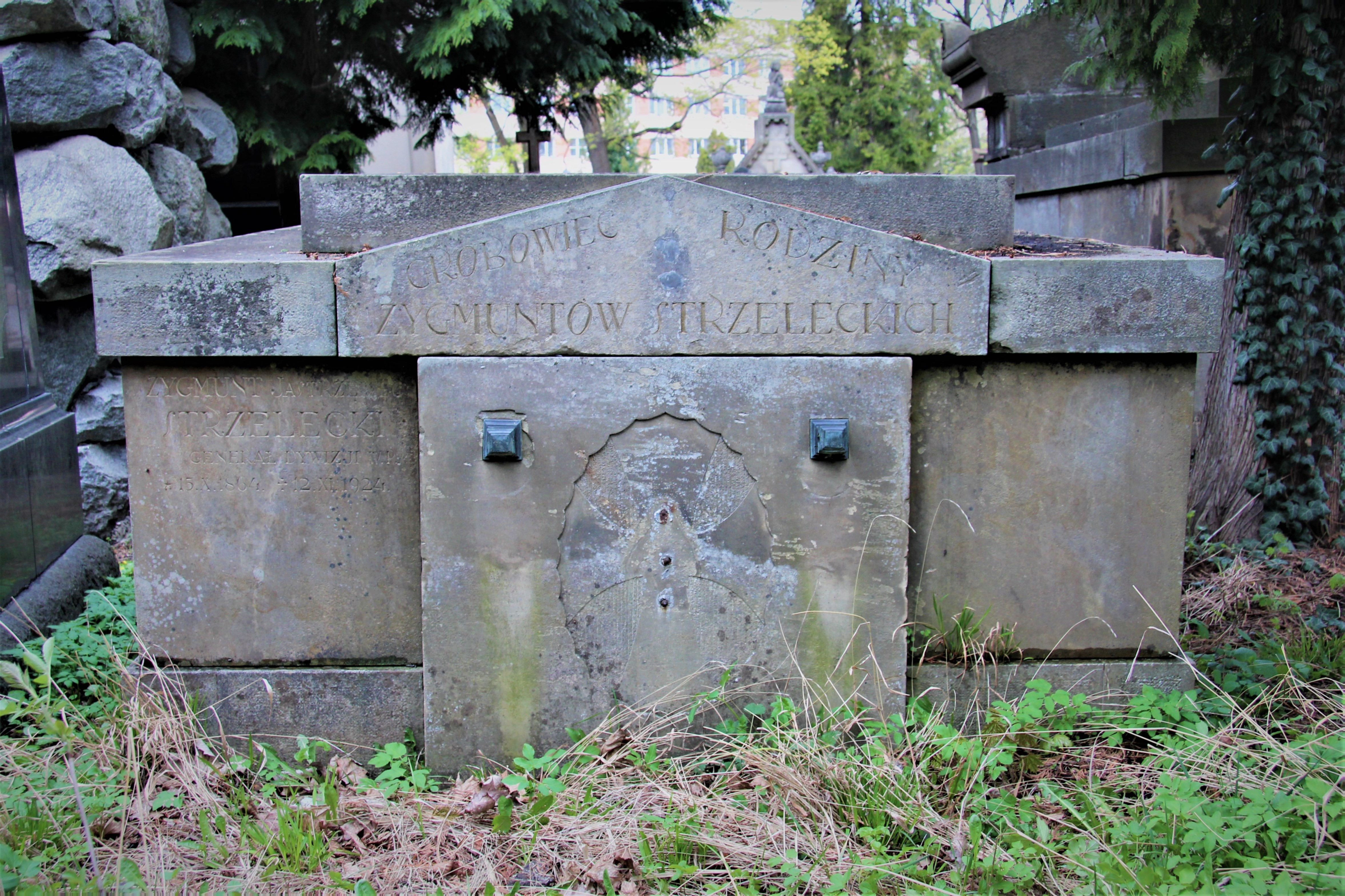
Grobowiec Zygmunta Strzeleckiego

Zygmunt Wiktor Strzelecki herbu Jastrzębiec (ur. 15 października 1864 w Brzeżanach, zm. 12 listopada 1924 we Lwowie) – pułkownik cesarskiej i królewskiej armii, generał dywizji Wojska Polskiego.

## Życiorys
Był synem Wiktora i Aurelii ze Złotnickich. Po ukończeniu edukacji wstąpił do austriackiej kawalerii. W 1885 ukończył Wojskową Akademię Techniczną w Wiedniu. Do 1914 był podpułkownikiem 4 pułku ułanów w Wiener Neustadt. Podczas I wojny światowej awansowany na stopień pułkownika z dniem 1 maja 1915. W tym czasie był komendantem pułku ułanów nr 4. Na czele tej jednostki przebył kampanię w Besarabii, w Karpatach i nad Piawą
U kresu wojny dotknięty chorobą trafił do szpitala na Technice we Lwowie. Tam na początku listopada 1918 zastał go wybuch walk o Lwów w trakcie wojny polsko-ukraińskiej. Pomimo choroby wstąpił do Wojska Polskiego i uczestniczył w działaniach wojennych. Objął inspekcję frontów na wszystkich odcinkach lwowskich. Do maja 1919 pełni funkcje: zastępcy generała Tadeusza Rozwadowskiego, Naczelnego Dowódcy Wojsk Polskich w Galicji Wschodniej, zastępcy, a potem dowódcy załogi Lwowa. Od 7 maja do 7 czerwca 1919 roku dowódca 5 Dywizji Piechoty. Następnie, do stycznia 1921 roku na stanowiskach: inspektora administracji w dowództwach Frontu Litewsko-Białoruskiego, Północno-Wschodniego i Północnego (1 maja 1920 roku awansowany na generała podporucznika). Od stycznia do października 1921 roku I zastępca szefa Sztabu Generalnego i zastępca szefa Oddziału Naczelnej Kontroli Wojskowej. Od października 1921 do maja 1922 roku członek Oficerskiego Trybunału Orzekającego.
Od października 1921 w stanie spoczynku. Zatwierdzony w stopniu generała dywizji dekretem prezydenta RP Stanisława Wojciechowskiego z dnia 26 października 1923 roku. Osiadł we Lwowie, gdzie zmarł. Został pochowany na Cmentarzu Łyczakowskim we Lwowie.

## Ordery i odznaczenia
- Krzyż Walecznych (1922)[9].
- Krzyż Żelazny – Cesarstwo Niemieckie (1915)[10]

austro-węgierskie
- Krzyż Kawalerski Orderu Leopolda z dekoracją wojenną (przed 1917)[5] i z mieczami (przed 1918)[5]
- Order Korony Żelaznej III klasy z dekoracją wojenną (przed 1916)[4] i z mieczami (przed 1918)[5]
- Krzyż Zasługi Wojskowej III klasy z dekoracją wojenną (przed 1916)[4] i z mieczami (przed 1918)[5]
- Brązowy Medal Zasługi Wojskowej na wstążce czerwonej (przed 1914)[2]
- Krzyż Wojskowy Karola (przed 1918)[5]
- Odznaka za Służbę Wojskową dla oficerów 3 stopnia (przed 1914)[2]
- Brązowy Medal Jubileuszowy Pamiątkowy dla Sił Zbrojnych i Żandarmerii (przed 1914)[2]
- Krzyż Jubileuszowy dla Cywilnych Funkcjonariuszów Państwowych (przed 1914)[2]